# Стшельники (Опольське воєводство)
Стшельники (пол. Strzelniki, нім. Jägerndorf) — село в Польщі, у гміні Левін-Бжеський Бжезького повіту Опольського воєводства.
Населення — 384 особи (2011).

## Демографія
Демографічна структура станом на 31 березня 2011 року:
|          | Загалом | Допрацездатний вік | Працездатний вік | Постпрацездатний вік |
| -------- | ------- | ------------------ | ---------------- | -------------------- |
| Чоловіки | 193     | 39                 | 138              | 16                   |
| Жінки    | 191     | 35                 | 115              | 41                   |
| Разом    | 384     | 74                 | 253              | 57                   |